# 唐括定哥
唐括 定哥（とうかつ ていか、? - 貞元元年12月22日（1154年1月7日））は、金の廃帝海陵王の妃嬪。

## 経歴
唐括定哥は初め、皇族の烏帯の正妻であった。定哥は好色淫奔で多くの男と密通し、迪古乃（後の海陵王）とも通じていた。一方、烏帯は熙宗を弑逆して海陵王を擁立する企てに加担した。
天徳4年（1152年）7月、海陵王は「お前が夫を殺すなら、私はお前を皇后に立てよう」と烏帯の殺害をもちかけた。定哥は驚き、ひとたびは拒んだが、海陵王は「お前がやらなければ、お前の子供たちもろとも処刑する」と脅した。定哥はやむなく、烏帯を謀殺した。
烏帯の葬儀の後、定哥は後宮に入って娘子に封ぜられ、海陵王の寵愛を受けた。貞元元年（1153年）4月、貴妃に封ぜられた。しかし海陵王はその後、漁色にふけって定哥をかえりみなかった。定哥は屋敷の屋根の上に立って、立ち寄った海陵王を罵ったが、海陵王は見向きもせずにさっさと立ち去った、という出来事もあった。その後、定哥は昔の家僕と通じた。侍女の貴哥（後の莘国夫人）は海陵王に密報した。同年12月丙子（1154年1月7日）、定哥は賜死となった。
定哥の妹の唐括石哥も海陵王に奪取され、麗妃となった。

## 子女
- 兀答補
- 女子

いずれも烏帯の子女

## 伝記資料
- 『金史』